# Anagapetus debilis
Anagapetus debilis là một loài Trichoptera trong họ Glossosomatidae. Chúng phân bố ở miền Tân bắc.